# Altes Rathaus (Prachatice)

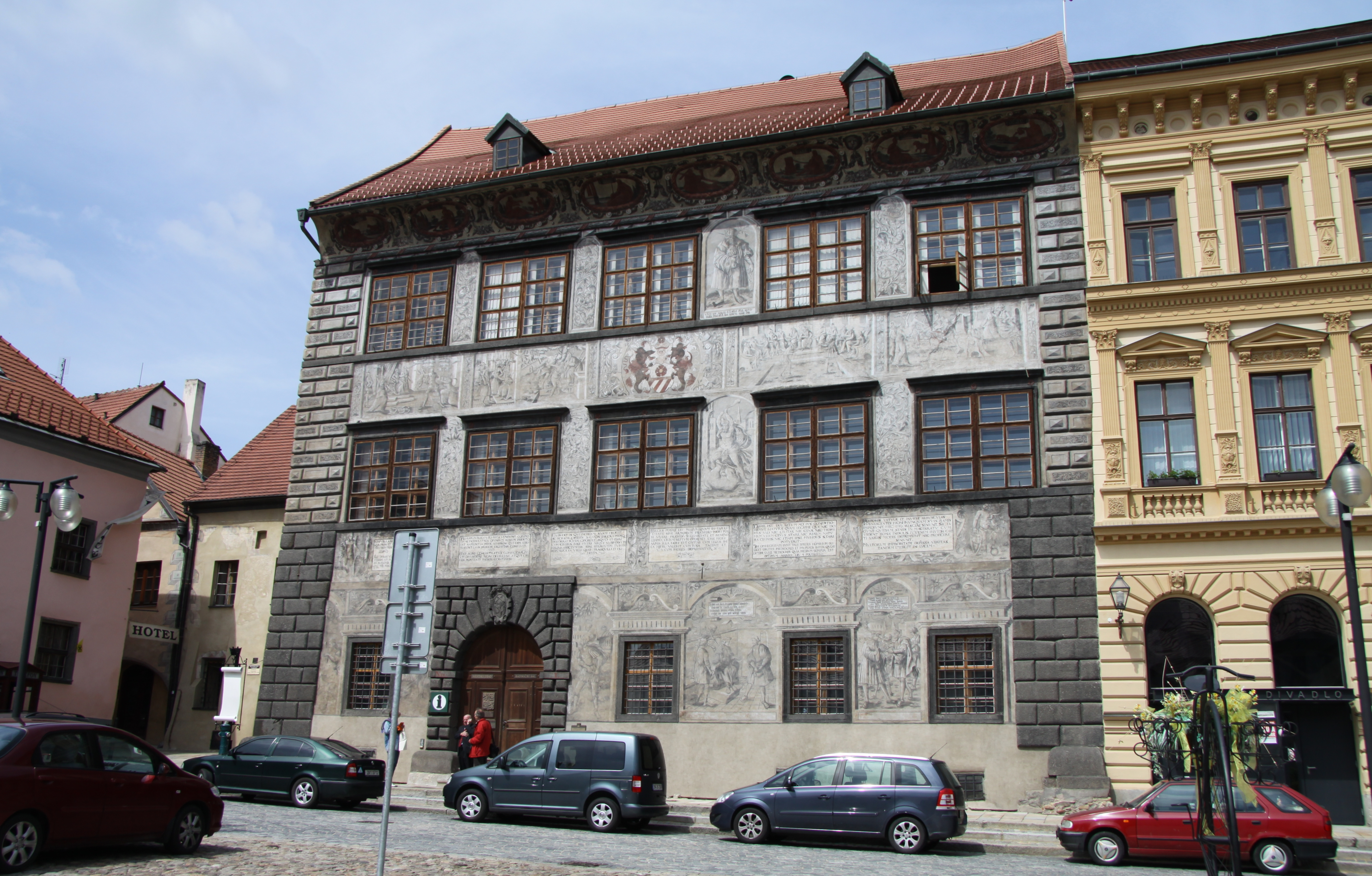
Altes Rathaus in Prachatice

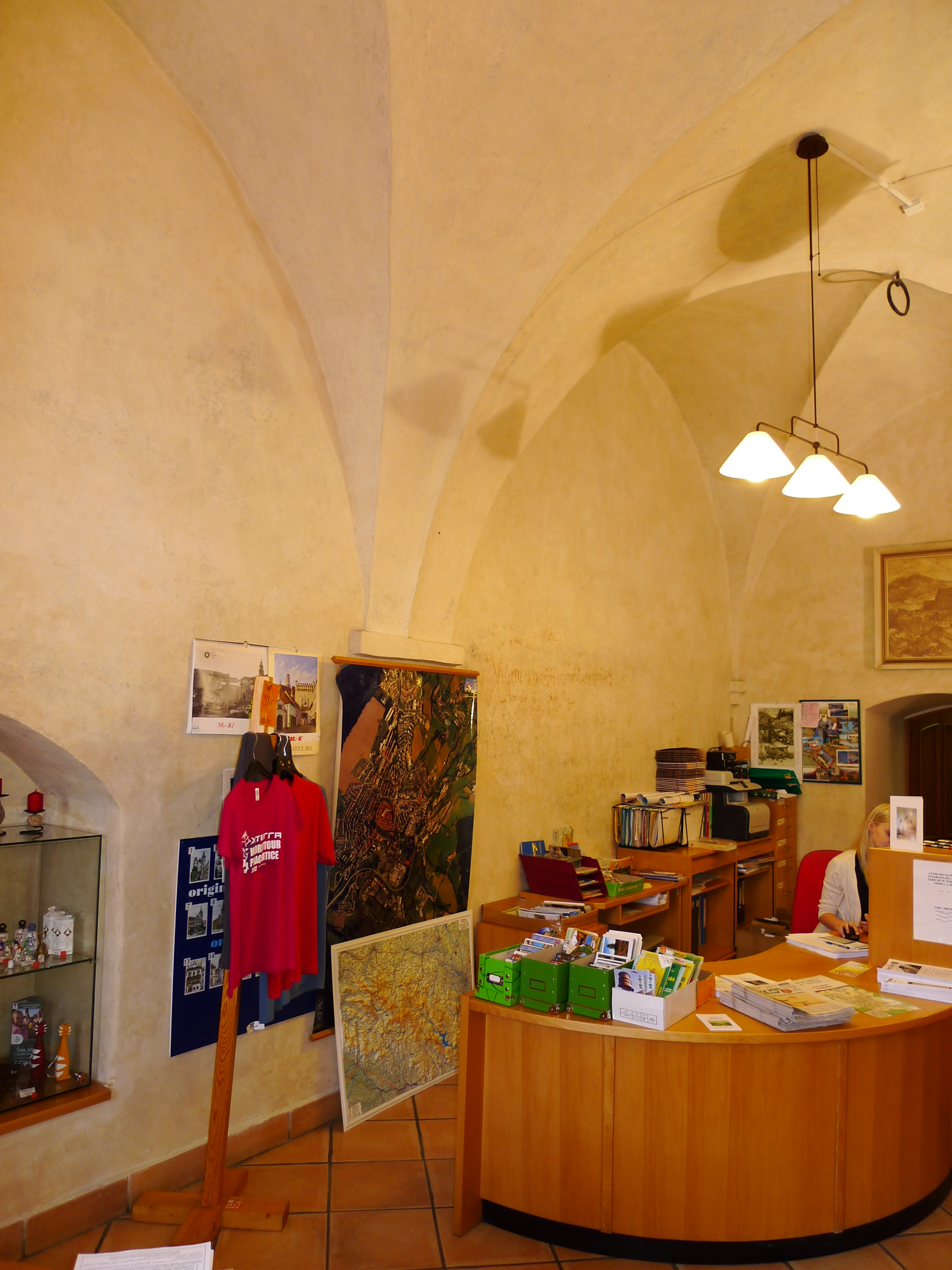
Innenansicht mit Gewölbe

Das Alte Rathaus in Prachatice (deutsch Prachatitz), einer Stadt in der Region Jihočeský kraj (Südböhmen) in Tschechien, ist ein im Kern gotisches Gebäude, das 1570/71 im Renaissance-Stil neu errichtet wurde. Das Rathaus an der Westseite des Marktplatzes ist seit 3. Mai 1958 ein geschütztes Kulturdenkmal.

## Geschichte
Der gotische Teil des Gebäudes geht auf das Jahr 1448 zurück, als Ulrich II. von Rosenberg ein prächtiges Schloss an dieser Stelle erbauen ließ. Beim Stadtbrand 1507 wurde es zerstört und blieb ruinenhaft, bis es Wilhelm von Rosenberg 1569 der Stadt schenkte. In den Jahren 1570–1571 erfolgten umfangreiche Umbauarbeiten, wobei die Fassade mittels Sgraffiti und Chiaroscuro gestaltet wurde. Der Rathausturm brannte 1702 durch einen Blitzschlag ab und wurde durch einen größeren Turm in neuem Stil ersetzt. Beim großen Stadtbrand von 1832 fiel das Rathaus mitsamt Turm, Turmuhr und abgeschopftem Holzziegeldach in Schutt und Asche. Das Gebäude wurde in den 1830er-Jahren wieder aufgebaut und mit einem einfachen Satteldach versehen. Um 1840 wurde der Maler Jakub Faber beauftragt, neue Malereien nach dem Muster der ursprünglichen Fassade anzubringen. Ab 1850 war das Gebäude auch Sitz des neu entstandenen Kreisgerichtshof. Der rückwärtige Teil des Rathauses mit dem Kerker wurde 1872 vollendet. Der in den 1830er-Jahren neu erbaute Turm wurde wegen seines schlechten Zustands 1884 wieder abgetragen. Im Rathaussaal war von 1904 bis 1940 das städtische Museum eingerichtet. Nach der Übersiedlung des Kreisgerichtshof 1974/76 diente das Gebäude für die Zwecke des Kreisnationalausschusses des damaligen Kreisamtes. Erst im Jahr 2002 kam es als historisches Eigentum an die Stadt Prachatice zurück und wird seither für Verwaltungszwecke gebraucht.

## Beschreibung
Das Rathaus in Form eines Palastes bringt den damaligen Reichtum der Stadt zum Ausdruck, der aus dem Salzhandel am Goldenen Steig floss.
Die sechs lateinischen Inschriften zwischen Erdgeschoss und erstem Stockwerk beschreiben den Sinn und Nutzen des Staates und die Rechte und Pflichten seiner Bürger, wie etwa (deutsche Übersetzung):

„Ein guter Bürger ist derjenige, der seine Heimat liebt und sich wünscht, dass es allen gut geht und dass sie gesund bleiben. Er soll den anderen gegenüber nicht untertänig, nicht grob oder erhoben sein. In so einem Staat kann dann jeder in Ruhe und mit Ehre leben.“

Die Sgraffiti oberhalb der Fenster im ersten Stockwerk zeigen in der Mitte das von zwei Bären gehaltene Rosenberger-Wappen, links davon zwei Szenen aus der Bibel (das salomonische Urteil und Susanna im Bad), rechts davon eine Gerichtssitzung mit zwölf Richtern und die Bestrafung eines bestechlichen Richters, gestaltet nach dem Totentanz von Hans Holbein dem Jüngeren. Am Kranzgesims sind acht Tugenden dargestellt.
Inwieweit der Maler Faber die ursprünglichen Figuren- und Ornamentverzierungen bei der Restaurierung um 1840 respektierte, ist umstritten. Das beim Brand herabgefallene Kranzgesims malte er neu. Im unteren Teil der Fassade, wo sich Reste der originalen Renaissance-Bilder erhalten hatten, verhielt er sich offenbar ziemlich frei.